# Dharma vicaya

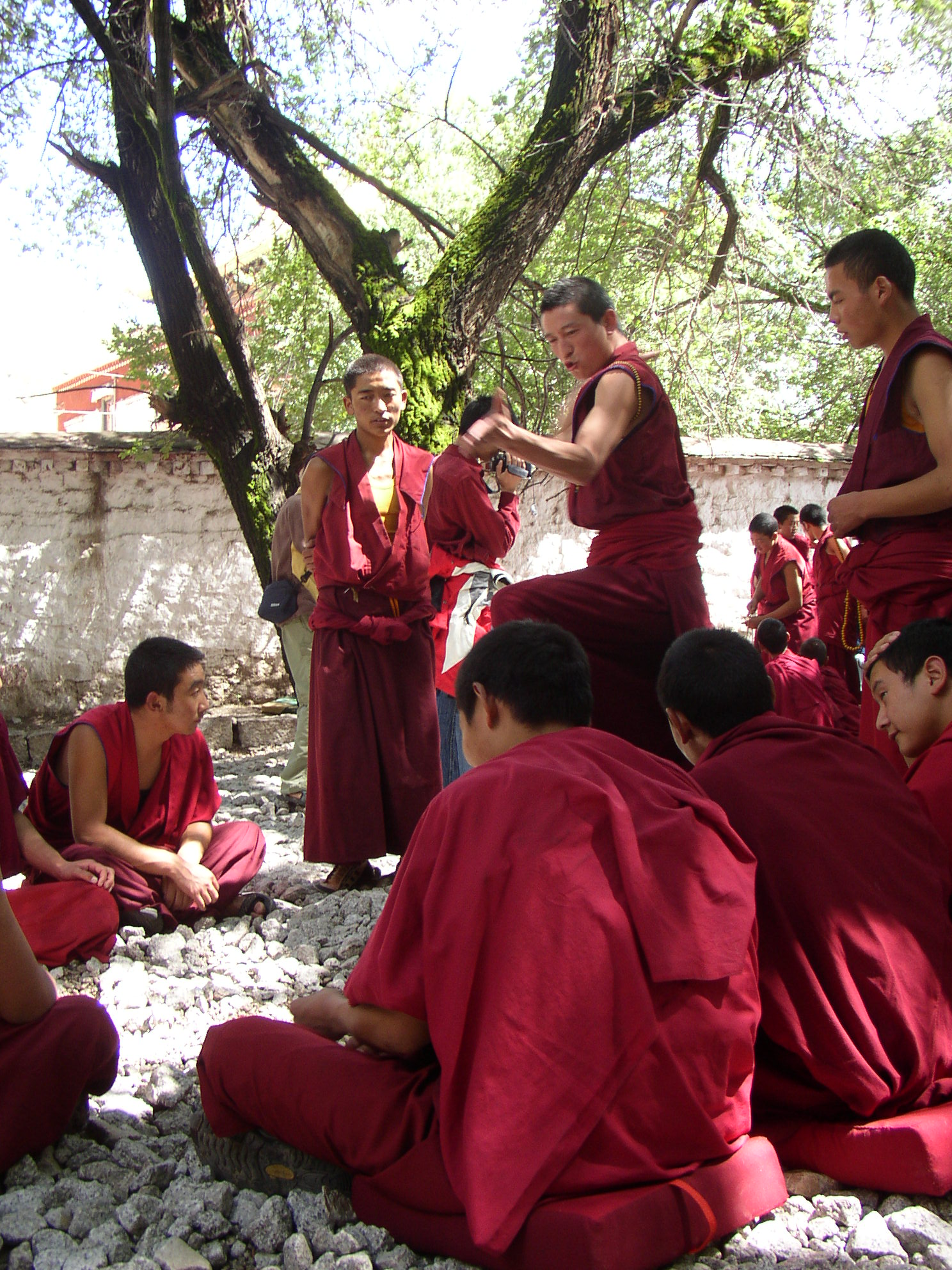
Monaci buddisti tibetani di scuola Gelugpa dibattono sul Dharma nel monastero di Sera (dopo l'occupazione cinese del Tibet trasferito a Bylakuppe in India). La verifica della corretta comprensione del Dharma (Dharma vicaya, tib. chos rnam par 'byed pa) si pratica, in alcune scuole buddiste, anche attraverso dei dibattiti pubblici.

Il dharma-vicaya (sanscrito; pāli dhamma vicaya; cinese 擇法 zéfǎ; giapponese chakuhō; coreano  택법 taekbeop; vietnamita trạch pháp; tibetano chos rnam par 'byed pa) costituisce uno dei "Sette fattori del Risveglio" (sanscrito sapta-bodhy-aṅga, pāli satta-bojjhaṅgā) del Buddismo e corrisponde alla capacità, acquisita, di distinguere la "verità" da ciò che non la rappresenta.
I "Sette fattori del Risveglio"  fanno a loro volta parte del saptatriṃśad-bodhi-pakṣikādharmāḥ (sanscrito, pāli sattatiṃsa-bodhi-pakkhiyā dhammā Trentasette fattori del "risveglio spirituale buddista"), cioè del compendio delle 37 indicazioni fornite dal Buddha Śākyamuni circa il percorso spirituale che conduce alla realizzazione buddista, la cosiddetta "illuminazione buddista".

Il "fattore" del "risveglio spirituale buddista" rappresentato dal dharma vicaya, consiste nella cosiddetta "analisi ed investigazione del Dharma" di cui troviamo esplicite esortazioni in merito da parte dello stesso Buddha: 
(Discorso del Buddha ai Kalama, abitanti di Kesaputra. Anguttara Nikaya, Tika Nipata, Mahavagga, sutta n. 65, Canone pāli)
 Con l'espressione "investigazione del Dharma"  si intende la capacità di "verifica della verità degli insegnamenti", cioè significa che il praticante buddista non deve credere per "fede" agli insegnamenti che riceve dai propri "maestri spirituali", neppure agli insegnamenti impartiti tradizionalmente dal Buddha stesso, ma deve sempre fare egli stesso la propria personale esperienza della verità dell'insegnamento che gli viene offerto.
Significa anche non affidarsi in assoluta fede ai propri "maestri" spirituali e non aspettarsi troppo dagli insegnamenti e dalle spiegazioni provenienti dagli altri o dai libri, delegando a queste spiegazioni provenienti dall'esterno una comprensione che invece il praticante buddista deve e può raggiungere da sé stesso, per proprio intimo e personale convincimento raggiunto attraverso la diretta personale esperienza vissuta.

Significa accettare sempre e solo con discernimento, evitando di concedere la propria fede a priori, la quale invece deve essere concessa sempre e solo a ragion veduta sulla base della propria verifica personale, altrimenti è mal riposta.
Infatti "qualsiasi fede detenuta in modo aprioristico", cioè quando essa non sia stata acquisita attraverso un percorso personale di ricerca e di verifica, in genere, per queste dottrine, finisce per costituire solamente un "pregiudizio" ed in quanto tale ostacola quella condizione di "libertà" interiore che il Buddismo indica come condizione prioritaria da perseguire nel raggiungimento del corretto atteggiamento, ed allora risulta molto più difficile "lasciare andare" i propri pregiudizi secondo la strada indicata dal Buddismo stesso.

In questo differisce anche il significato del termine śraddha (pāli saddhā), cioè la "fede" nel significato buddista, rispetto al significato religioso comunemente inteso.

Accanto a questo quadro dottrinale, presente già nel Buddismo dei Nikāya, si accosta una differente considerazione della "fede" buddista con l'emergere, a cavallo della nostra era nel Buddismo Mahāyāna, delle figure del Buddha Akṣobhya e del Buddha Amitābha o anche di bodhisattva cosmici.
La salvezza dal mondo sofferente viene in questo caso elargita da questo Buddha cosmico e il praticante buddista seguace di questa via spirituale affida con fede nei confronti di questo Buddha il proprio destino, nella speranza di poter rinascere alla sua presenza, nella sua Terra Pura, per riceverne gli insegnamenti salvifici.
Accanto alle pratiche spirituali buddiste che si fondano sulla fiducia nella propria forza spirituale (sanscrito sva-bala, cin. 自力 zìlì, giapp.  jiriki) vi sono quindi pratiche buddiste che invece pongono fede verso la forza salvifica esterna (sanscrito para-bala, cin. 他力  tālì, giapp. tariki, tib. gzhan gyi stobs) del Buddha Amitābha o di altri buddha e bodhisattva cosmici.
La fede buddista nei confronti di una entità esterna, e le pratiche relative come il  niànfó (念佛, giapp. nenbutsu), sono oggi diffusissime soprattutto nel Buddismo che fa riferimento al Canone cinese con particolare riguardo al Buddismo della Terra Pura, al Buddismo Chán e al Buddismo Zen di scuola Obaku.